# Nomi (Trentino)
Nomi je obec v severní Itálii, v provincii Trento a oblasti Tridentsko-Horní Adiže (Jižní Tyrolsko).

## Geografie
Obec leží jižně od Trenta v údolí na břehu řeky Adiže, od které jí odděluje dálnice č. A22 (Brenner - Modena), severně od města Rovereto. Obcí přímo prochází silnice č. SP90.

### Části obce
- Aldeno
- Besenello
- Calliano
- Pomarolo and Volano